# Flavio Gómez
Flavio Gómez (Villa El Salvador, Provincia de Lima, Perú, 4 de enero de 1997) es un futbolista peruano. Juega como extremo derecho y su equipo actual es Independiente Cantayo que participa la Copa Perú.

## Trayectoria
Realizó las divisores menores en Sporting Cristal en 2015. Fue promovido al primer equipo el 2018 siendo fundamental en el título nacional en ese año .

### Universidad San Martin
A mediados del 2019 es cedido al Universidad de San Martín de Porres para tener continuidad.
El 2023 fichó por Santos FC de Nazca para afrontar la Liga 2 2023. Jugó un total de 22 partidos y logró anotar un gol, perdiendo el torneo en cuartos de final de la eliminatoria de la Liga 2,

## Estadísticas
Actualizado al último partido disputado el 7 de mayo de 2022.
| Club                                                                                   | Div.          | Temporada     | Liga  | Liga  | Liga   | Copas nacionales(1) | Copas nacionales(1) | Copas nacionales(1) | Copas internacionales | Copas internacionales | Copas internacionales | Total(2) | Total(2) | Total(2) |
| Club                                                                                   | Div.          | Temporada     | Part. | Goles | Asist. | Part.               | Goles               | Asist.              | Part.                 | Goles                 | Asist.                | Part.    | Goles    | Asist.   |
| -------------------------------------------------------------------------------------- | ------------- | ------------- | ----- | ----- | ------ | ------------------- | ------------------- | ------------------- | --------------------- | --------------------- | --------------------- | -------- | -------- | -------- |
| Sporting Cristal · Perú                                                                | 1.ª           | 2017          | 7     | 1     | 0      | -                   | -                   | -                   | -                     | -                     | -                     | 7        | 1        | 0        |
| Comerciantes Unidos · Perú                                                             | 1.ª           | 2017          | 15    | 0     | 2      | -                   | -                   | -                   | -                     | -                     | -                     | 15       | 0        | 2        |
| Comerciantes Unidos · Perú                                                             | Total club    | Total club    | 15    | 0     | 2      | 0                   | 0                   | 0                   | -                     | -                     | -                     | 15       | 0        | 2        |
| Sporting Cristal · Perú                                                                | 1.ª           | 2018          | 25    | 2     | 1      | 9                   | 4                   | 2                   | -                     | -                     | -                     | 34       | 6        | 3        |
| Sporting Cristal · Perú                                                                | 1.ª           | 2019          | 4     | 0     | 1      | -                   | -                   | -                   | 1                     | 0                     | 0                     | 5        | 0        | 1        |
| Sporting Cristal · Perú                                                                | Total club    | Total club    | 29    | 2     | 2      | 9                   | 4                   | 2                   | 1                     | 0                     | 0                     | 39       | 6        | 4        |
| Univ. San Martín · Perú                                                                | 1.ª           | 2019          | 11    | 0     | 3      | 1                   | 0                   | 0                   | -                     | -                     | -                     | 12       | 0        | 3        |
| Univ. San Martín · Perú                                                                | Total club    | Total club    | 11    | 0     | 3      | 1                   | 0                   | 0                   | 0                     | 0                     | 0                     | 12       | 0        | 3        |
| Alianza Universidad · Perú                                                             | 1.ª           | 2020          | 13    | 0     | 0      | -                   | -                   | -                   | -                     | -                     | -                     | 13       | 0        | 0        |
| Alianza Universidad · Perú                                                             | Total club    | Total club    | 13    | 0     | 0      | 0                   | 0                   | 0                   | 0                     | 0                     | 0                     | 13       | 0        | 0        |
| U. T. C. · Perú                                                                        | 1.ª           | 2021          | 15    | 0     | 2      | 4                   | 0                   | 0                   | -                     | -                     | -                     | 19       | 0        | 2        |
| U. T. C. · Perú                                                                        | Total club    | Total club    | 15    | 0     | 2      | 4                   | 0                   | 0                   | 0                     | 0                     | 0                     | 19       | 0        | 2        |
| Alfonso Ugarte · Perú                                                                  | 2.ª           | 2022          | 5     | 2     | 0      | -                   | -                   | -                   | -                     | -                     | -                     | 5        | 2        | 0        |
| Alfonso Ugarte · Perú                                                                  | Total club    | Total club    | 5     | 2     | 0      | -                   | -                   | -                   | -                     | -                     | -                     | 5        | 2        | 0        |
| Total carrera                                                                          | Total carrera | Total carrera | 88    | 4     | 9      | 14                  | 4                   | 2                   | 1                     | 0                     | 0                     | 103      | 8        | 11       |
| (1) Incluye datos de la Copa Bicentenario. (2) No incluye goles en partidos amistosos. |               |               |       |       |        |                     |                     |                     |                       |                       |                       |          |          |          |

- Datos: Q76760209